# 松本ヒロシ
松本 ヒロシ（まつもと ひろし、本名・松本 浩志（読みは同じ）、1963年11月28日 - ）は競馬エイト所属のトラックマンである。神奈川大学中退。父の影響で阪神タイガースの大ファン。紙面のコラム名は「ヒロシが勝たせます」。

## 略歴
京都府出身。実家は呉服店を経営。現在は千葉県船橋市在住。船橋在住の理由は、中山競馬場に近いことと、美浦トレセンへのアクセスがよいという理由である。2度の大学受験失敗後の浪人中に新聞奨学生として働きながら受験勉強をする。そのときに酒と競馬を覚えてしまい、「ほとんど勉強はしていなく、ダメもとだった。」が見事合格する。入学後は競馬への情熱を持ち続けながらも、演劇サークルの活動に没頭する。その後、サンケイスポーツ記者である佐藤洋一郎との出会いを契機に競馬エイトへのアルバイトが決まり、そのまま大学を中退する。
入社後、しばらくの間「覆面トラックマン」として活躍し（実際『スーパー競馬』等の競馬番組に覆面を被った状態で出演したこともある）、後に現在の名前で活動するようになった。軽妙な語り口と、人あたりのよい笑顔での予想は説得力がある。また藤沢和雄調教師担当（藤沢番）としても有名である。その信頼関係は特別なものがあり、藤沢厩舎の馬がG1で敗退したときに「藤沢厩舎G1○連敗中」というFAXを送るくらいのものである（もちろん冗談で悪意はない）。トラックマンの他に後藤浩輝騎手の騎乗依頼仲介者も務めていたが、現在は田中勝春や北村宏司などの騎乗依頼仲介者を務めている。また、大久保洋吉厩舎担当であったため吉田豊騎手とも親交があり、かつては競馬エイト紙上で吉田と彼のその日の騎乗馬を取り上げた「東のユタカ」というコラムを連載していた。
競馬エイトでは10年以上に亘り、競馬新聞においては本紙予想と共に看板トラックマンの位置であるメイン馬柱の一番上である（現在は関東圏のレースに限る）。なお予想スタイルは「的中率よりも回収率」を信条としているため、基本的に「攻め」であり、どんなに実績のある馬でも、過剰人気になりそうな場合は印を落とす。これによって、編集部の上層部と確執が生じ、本紙予想から降ろされたこともある。メジロマックイーンとトウカイテイオーの出走で注目を集めた天皇賞・春で前者を無印にした。しかし、紙面発行時には勝手に印が加えられ、次号から予想欄から降ろされる（著書：ヒロシの競馬本「上司と完全対立して貫いたダンゴ打ちの信念」、「読者に支えられ地獄から生還」より）。その後、読者による抗議によって、すぐに復帰を果たす。尚、予想をする際に最重視しているファクターはその馬自身が持つ「格」である。よって、必ずしも穴馬にばかり本命を打つわけではなく、人気馬でも勝てると思った場合は敢然と印を付けることもある。
また前述の藤沢番でありながら、常に人気になりがちな同厩舎の馬にもあまり印を付けない傾向がある。（藤沢厩舎以外も含めた）内部情報はどうしても、相手関係を無視して過大評価になりがちなので、そこは重要視せずに自分の目で判断するというスタンスである。特に藤沢厩舎は人気になりがちであり、配当的妙味もないのが大きい。
フジテレビ『みんなのKEIBA』では実況席解説を担当。2013年までは毎週レギュラー出演であったが、2014年以降は元騎手である岡部幸雄、安藤勝己、細江純子といった番組アドバイザーを実況席解説者として併用する機会が増えたことにより、レギュラー出演から月に1-2回程度に出演頻度が減った。2016年にはサンケイスポーツの板津雄志もレース解説に参加するようになった。

## エピソード
- 出演している競馬予想TV!の解説を一人で行っているが、これは司会の見栄晴のたっての希望であった。（当初はエイトのトラックマンがローテーションで出演予定であった）ヒロシ本人も、このことを意気に感じている。

- 同番組内の2007年サマーチャンピオンシップ（現・サマーシリーズ）に予想家として出演し優勝している。（ただし、最後の一回は馬インフルエンザの影響で競馬開催が中止になってしまい、逃げ切りという形なっている。）

- なお同シリーズにおいては2006年と2008年、2009年（北海道より電話出演）においてノーホーラー（回収率0）をマークしている。2010年は、最終週までトップだったものの新予想家の夏目耕四郎に逆転される。

- 2018年からは同シリーズには予想家としては参加せず、通常と同じ解説者として出演している。この背景としては同年よりJRAが騎乗依頼仲介者の規定を改正し馬券の購入が出来なくなったためであり、他の出演者と同様に「自腹での馬券の購入」が不可能となり企画への参加ができないための措置である。

- 結婚の際に、一般人である妻を競馬予想TV!に登場させて、生放送で愛の告白を行った。そして、当日の予想対象レースである優駿牝馬（オークス）でウメノファイバーに本命を打ち見事に的中させるという離れ業をやってのけた。

- 好きな馬はダイタクヘリオスだが、馬券の相性は悪く宝塚記念と、有馬記念でボーナスを全額失った。

- 馬券デビューは第9回エリザベス女王杯で、本命はタケムスメであった。同馬は11着に終わったものの同枠のキョウワサンダーが勝ち、結果的に馬券は的中した。

## 主な出演番組
- 競馬予想TV!（フジテレビONE）
- 中央競馬中継EAST（グリーンチャンネル）パドック解説（不定期）
- 明日のレース分析（グリーンチャンネル）不定期
  - なおグリーンチャンネル出演時は「ヒロシTM」名義を使用する。
- ウマニTV
- みんなのKEIBA（フジテレビ、2010年1月～レギュラー解説者）
- 日曜競馬ニッポン（「そんなヒロシに騙されて」というコーナー名のメインレース予想コーナーをレギュラーで担当していた。現在、同番組は降板している。）
- スーパー競馬（大川慶次郎氏が欠席の際に代理でパドック解説を務めたことがある）

## 著書
- ヒロシの競馬本-『エイト』のエーストラックマンが綴る競馬への熱き想い 東邦出版（2002/06）ISBN 9784809402760